# Roewe Clever
La Roewe Clever, chiamata anche SAIC Clever (科莱威), è un'autovettura elettrica prodotta dalla casa automobilistica cinese Roewe dal 2020.

## Descrizione
Presentata nel febbraio 2020, la Clever è stata lanciata nel marzo 2020 come city car elettrica con l'obiettivo di sostituire la Roewe E50.
Dotata di una batteria da 27 kWh e un'autonomia dichiarata secondo il ciclo NEDC di 260 km, la vettura è mossa da un motore elettrico sincrono a magneti permanenti fornito dalla Jing-Jin Electric che genera una potenza di 37 kW (50 CV) e 100 Nm di coppia posizionato sull'avantreno che la può spingere fino a una velocità massima di 100 km/h.
A partire dal settembre 2020, è stata installata una batteria con una capacità maggiore da 29,13 kWh, che le consentono un'autonomia secondo il ciclo NEDC di 302 km.